# Baltasar Picornell Lladó
Baltasar Picornell Lladó, també conegut com a Balti, (Felanitx, 1977) és un fuster metàl·lic i polític mallorquí, diputat al Parlament de les Illes Balears en la IX legislatura. El 14 de febrer de 2017 en fou elegit President.
Ha fet estudis de formació professional i des dels 17 anys treballa com a mecànic ferreter. Membre d'Unió per la Tercera República i d'Unitat Cívica per la República Balears, el 2014 ingressà a Podem, on va formar part de la candidatura interna Entre Illes Podem. Tot i que fou derrotada, arribà a un acord amb Alberto Jarabo Vicente i fou número 5 de la llista de Podem a les eleccions al Parlament de les Illes Balears de 2015. Va prometre "per imperatiu legal" en vambes i samarreta.
Després d'haver transcorregut més de 15 dies des del cessament de Xelo Huertas com a Presidenta del Parlament de les Illes Balears, en la sessió del 14 de febrer del 2017 va ser elegit per al càrrec, esdevenint segon president de la cambra de la IX legislatura del Parlament, amb 34 vots, per davant dels 20 de l'única candidatura alternativa, la de la diputada del PP Núria Riera.